# Cadillacul lui Dolan
Cadillacul lui Dolan (engleză Dolan’s Cadillac)  este o povestire de Stephen King. Este inclusă în colecția Nightmares & Dreamscapes, a cincea colecție de povestiri a lui King.
Povestea este narată de protagonist, un profesor, și există un singur personaj principal, Dolan.

## Rezumat
Naratorul, Robinson, este un profesor care locuiește în Las Vegas. El a ajuns văduv după ce Dolan, un șef bogat al mafiei, i-a ucis soția pentru ca aceasta să nu depună mărturie împotriva lui. Crima rămâne nerezolvată, și Robinson, nepriceput în arta răzbunării, nu are nicio reacție. Cu toate acestea, peste șapte ani, mintea lui Robinson este bântuită de vocea soției sale care cere să-i răzbune moartea.
Descoperind că Dolan are același traseu atunci când călătorește spre Los Angeles, în Cadillacul său, Robinson decide să-l păcălească pe Dolan să facă un ocol fals, pentru ca mașina acestuia să se prăbușească într-un șanț și astfel să-l îngroape de viu. El își ia o slujbă de vară la o echipă de pavare a drumurilor, astfel încât el poate învăța să opereze utilaje grele necesare pentru a săpa un șanț lung și alungit, suficient de adânc pentru ca mașina să cadă în el, dar nu suficient de larg pentru ca cel din interior să iasă afară prin uși.
Capcana funcționează, iar Dolan este blocat în Cadillac-ul căzut în groapă. Unul dintre bodyguarzii aflați în mașina lui Dolan este ucis în accident, celălalt este strivit de blocul motor, urlând de durere și de panică, fapt care-l determină pe Dolan să-l omoare. Robinson îl salută pe Dolan și-și anunță intenția sa de a-l îngropa de viu. Dolan îl cheamă pe Robinson pe nume, făcându-l sa se aplece deasupra plafonului mașinii astfel încât Dolan trage câteva gloanțe spre cer. Dar acestea îl ratează pe Robinson, care se apucă să arunce pământ peste mașină.
Dolan, din ce în ce mai disperat, se roagă de Robinson să-i dea drumul, momindu-l cu o sumă mare de bani. Robinson îi spune că-l eliberează doar dacă începe să țipe, ascultând voios strigătele lui în timp ce el termină înmormântarea și pavează pământul de deasupra mașinii. Cu o ultimă gură de aer, Dolan strigă, "For the love of God, Robinson!" - "Pentru dragostea lui Dumnezeu, Robinson!" (O aluzie la povestirea The Cask of Amontillado de Edgar Allan Poe), în timp ce acesta din urmă pune ultima bucată de pavaj.
Robinson simte puțină epuizare fizică și psihică, dar este mulțumit că a adus un mare serviciu memoriei soției sa, a cărei voce în cele din urmă nu o mai aude; această tăcere este un fel de ușurare pentru Robinson. Presa raportează lipsa lui Dolan, glumind că el "joacă domino sau biliard pe undeva cu Jimmy Hoffa."

## Ecranizare
Inițial, această povestire a fost planificată pentru a fi adaptată într-un film cu Sylvester Stallone și Kevin Bacon, cu Stacy Title ca regizor, însă proiectul nu a fost niciodată realizat. Apoi, în aprilie 2008, IGN.com a raportat că filmările la un film bazat pe această povestire vor începe în luna mai a acelui an. Filmul a fost regizat de Jeff Beesley, scenariul a fost scris de Richard Dooling și în rolurile principale au interpretat Christian Slater ca Dolan, Wes Bentley ca Robinson și Emmanuelle Vaugier ca soția lui Robinson. Pelicula a fost filmată în Regina, Saskatchewan și Moose Jaw. Cântărețul de muzică J-pop, Crystal Kay, a interpretat tema filmului, "Hold On".

## Vezi și
- Listă de povestiri după care s-au făcut filme